# Rotundiclipeidae
Rotundiclipeidae é uma família de crustáceos da ordem Harpacticoida.